# Трибьют-альбом
Трибьют-альбом или альбом-трибьют (англ. tribute, дословно: дань, коллективный дар) — музыкальный альбом, в котором есть только каверы.
Зачастую такой альбом представляет собой сборник произведений одного автора, исполнителя или музыкальной группы, записанных разными музыкантами и, таким образом, посвящённый этому исполнителю. Обычно такие альбомы являются знаком почтения и уважения со стороны музыкантов, исполняющих кавер-версии, в отношении творчества исполнителя, которому они посвящены. Если трибьют-альбом выпущен самим автором, то, как правило, в знак благодарности создателям каверов.
Внедрение этой концепции приписывается музыкальному продюсеру Хэлу Уиллнеру, который в 1981 году выпустил LP Amarcord Nino Rota в честь покойного итальянского композитора Нино Роты. Впоследствии под его руководством были созданы трибьют-альбомы Телонису Монку, Disney Cartoons, Курту Вайлю, Чарльзу Мингусу и Гарольду Арлену.
Самый успешный трибьют-альбом — Garage Inc. американской метал-группы Metallica, который в 1998 году достиг вершины международных чартов. В 2005 году альбом занял 500 место в Rock Hard «500 величайших рок и метал альбомов всех времен».